# Didascalia Apostolorum
Die Didascalia Apostolorum (deutsch „Lehre der Apostel“) ist eine frühchristliche Gemeindeordnung, die in der ersten Hälfte des 3. Jahrhunderts in Syrien entstand. Sie wurde ursprünglich in Griechisch verfasst, erhalten sind allerdings nur eine vollständige Version in der altsyrischen Sprache (daher oft auch Syrische Didaskalia genannt), einer Form des Aramäischen, und eine lückenhafte lateinische Übersetzung. Anscheinend von der Didache beeinflusst, fand sie später Verbreitung als Teil der Apostolischen Konstitutionen. Nach deren Aufkommen finden sich von der Didaskalia keine weiteren Spuren mehr.

## Inhalt
Der Inhalt umfasst die folgenden, assoziativ verbundenen Themen (Kapitelzählung nach der Ausgabe von Achelis und Flemming):
- Ermahnungen über das christliche Leben und das Gebet (Kapitel I bis III)
- Regeln über Befähigung, Lebenswandel und Lehre des Bischofs (Kapitel IV bis XII)
- Liturgische Vorschriften für das Volk der Kirche (Kapitel XIII)
- Regeln über Diakone und Diakoninnen sowie Witwen (Kapitel XIV bis XVI)
- Erziehung der Kinder, die Fürsorge für Waisen (Kapitel XVII)
- Annahme von Almosen (Kapitel XVIII)
- Über das Martyrium (Kapitel XIX)
- Lehre über die Auferstehung der Toten (Kapitel XX)
- Lehre über das Passah und die Auferstehung Christi, Fastenvorschriften (Kapitel XXI)
- Über Erziehung (Kapitel XXII)
- Über Häresien und Spaltungen (Kapitel XXIII)
- Zustand der Kirche und Bekräftigung, dass alle hier enthaltenen Regeln von den Zwölf Aposteln aufgestellt wurden (daher der Titel des Buches) (Kapitel XXIV und XXV)
- Verurteilung der jüdischen rituellen Praktiken (Mischna) und Wiederholung des Gesetzes, Schlussdoxologie (Kapitel XXVI).

Als kirchliche Amtsträger werden Bischöfe, männliche und weibliche Diakone, Priester und Witwen genannt, an einer Stelle auch Subdiakone. Hauptsächliche Aufgabe der Bischöfe ist die Predigt sowie die Anerkennung der Buße.
An einem theologischen Vergleich wird deutlich, dass es sich um eine hierarchische Ämterstruktur handelt: Der Bischof wird mit Gott Vater verglichen, der Diakon mit dem Sohn und die Diakonin mit dem Heiligen Geist, der in den semitischen Sprachen weiblich ist. „Für die Priester blieb da kein Platz mehr, sie werden mit den Aposteln verglichen.“ Dies führt in der Didaskalia zu der überraschenden Schlussfolgerung, dass die Diakoninnen den Priestern geistlich übergeordnet seien.
Der Text weist darauf hin, dass die Gemeinde, für die diese Kirchenordnung geschrieben wurde, anscheinend aus Männern, Frauen, Kindern, Bischöfen, Diakonen, Diakoninnen, Laien, Witwen, Waisen und Fremdlingen bestand. Ferner werden Vorschriften für die ethische Haltung, das soziale Leben, die religiöse Lehre und die Pastoral innerhalb der Gemeinde gegeben.

## Textüberlieferung
Der ursprünglich griechische Text liegt vollständig nur in syrischer Sprache vor, den Paul Lagarde 1854 aus dem Codex Sangermanensis veröffentlichte, nachdem er bereits 1852 nachgewiesen hatte, dass die Didascalia Apostolorum den Apostolischen Konstitutionen zu Grunde lagen.
Ein Palimpsest mit einer lateinischen Übersetzung des Werkes (Codex Veronensis LV (53), datiert auf das Ende des 5. Jahrhunderts, zwischen 486 und 494) wurde von Edmund Hauler in Verona aufgefunden und entziffert, 1896 teilweise und 1900 vollständig veröffentlicht. Haulers Ausgabe enthält etwa zwei Fünftel des Textbestandes. 1979 wurden von Arthur Võõbus griechische Fragmente der Didascalia Apostolorum veröffentlicht.

## Editionen und Übersetzungen
- Franz Xaver Funk: Didascalia et Constitutiones Apostolorum. 2 Bände, Schoeningh, Paderborn 1905, hier Band 1, S. 2–385 (lateinisch/griechisch; Digitalisat).
- Didascalia apostolorum. Syriace. Ed. Paulus de Lagarde. Osnabrück: Zeller 1854; Nachdruck Wiesbaden: Harrassowitz 1967.
- Hans Achelis, Johannes Paul Gotthilf Flemming: Die syrische Didaskalia. Übersetzt und erklärt (= Die ältesten Quellen des orientalischen Kirchenrechts Band 2). Hinrichs, Leipzig 1904 (Digitalisat).